# Hesselbecke (Ruhr)
Die Hesselbecke ist ein Fließgewässer im Stadtteil Blankenstein von Hattingen. Sie entspringt bei der Straße An der Hesselbecke westlich des Katzensteins. Sie fließt in östliche Richtung durch ein Kerbtal nördlich der Straße Auf Drenhausen und südlich der Klinik Blankenstein entlang, bis sie rechtsseitig bei der Straße Im Vogelsang in die Maasbecke mündet.
2002 wurde sie der AGA-Gewässergüteklasse II zugeordnet.
Das Bachtal ist teilweise als NSG ausgewiesen (Naturschutzgebiet Maasbecke). Das LANUV schreibt: „Der im Norden das Tälchen begrenzende Hangwald ist aus Eichen und Buchen aufgebaut, während die angrenzende Talwiese brachgefallen und stellenweise verbuscht ist. Brachen finden sich auch entlang des Bachlaufes, z.T. als Seggenrieder und Röhrichte. Die naturnahen Laubholzbestände mit Altholzanteil und das Bachtal mit Feuchtgrünland stellen wichtige Bestandteile im Biotopverbund zwischen dem Sprockhöveler Bach und den Wäldern im Süden Hattingens dar.“ An Tierarten werden Dorngrasmücke, Schafstelze und Wasserspitzmaus genannt, als Pflanzenart Carex vesicaria.